# Pump the Brakes
Pump the Brakes är hardcorebandet Refused andra EP, utgiven 1994. Titelspåret och "Strength" återfinns på skivan This Just Might Be... the Truth, övriga spår är tidigare outgivna.

## Låtlista
1. "Pump the Brakes"
2. "Strength"
3. "Perception"
4. "Who Died?"